# Тихомир (военачалник)
Вижте пояснителната страница за други личности с името Тихомир.
Тихомир (гръцки:Τειχομηρóς) е български военачалник от Драчката тема, вероятно от болярско потекло, известен със своята мъдрост и храброст. 

## Биография
През 1040 г., по време на въстанието на Петър II Делян, той е провъзгласен за цар на България от последователите си, които също въстават срещу византийското господство над България. По този начин в българските земи възникват два въстанически лагера с двама претенденти за трона.
Очевидно Тихомир оспорва легитимността на Делян и неговите твърдения за кръвната му връзка с царете Самуил и Гаврил Радомир. Претендентът Петър Делян разрешава този проблем, като приканва Тихомир на публична дискусия в Скопие (по това време център на тема България), на която той успява да убеди въстаниците, че е наследник на Самуиловия род.

Средновековните извори твърдят, че Тихомир е убит с камъни или съсечен от тълпата. Както пише византийският хронист Йоан Скилица: 
| „ | За Тихомир било като някакъв сън, че управлява, а заедно с властта свършил и животът му. | “ |

Все пак в Драчката тема остава стаено недоволство, предизвикано от убийството на Тихомир. Петър Делян изпраща част от въстаническата си армия в района на Драч, ръководена от неговия неизвестен по име кавхан, за да затвърди властта му.
През септември същата година се появява още един претендент за трона, синът на цар Йоан Владислав - Алусиан.